# Claude Duflos
Pour les articles homonymes, voir Duflos.
Claude Duflos, ou Duflos père, est un graveur en taille-douce français, né à Coucy-le-Château en 1665, et mort à Paris le 18 septembre 1727.

## Biographie
Il est le fils de Jacques Duflos (1639-1674), qualifié de chirurgien ordinaire du roi dans un acte de 1672. Le 26 avril 1695, il s'est marié dans la paroisse Saint-Benoît, à Paris, avec Catherine Antoine, fille d'Ignace Antoine, imprimeur en taille-douce, et de Catherine Gallot. Parmi les témoins du mariage il y avait Nicolas Bazin, graveur en taille-douce, Hélène Lichery, femme de Gérard Audran, Gérard Edelinck, chevalier de l'ordre de Saint-Michel et graveur ordinaire du roi. De cette union il a eu treize enfants, dont :
- Claude-Augustin Duflos (1700-1786) graveur ;
- Nicolas-Simon Duflos (vers 1704-1761), graveur, éditeur et marchand d'estampe à Paris jusqu'en 1752 puis à Lyon ;
- Pierre Duflos (1711-1785), élève de Bernard Picart, graveur qui a passé plusieurs années en Hollande.

Il est l'élève de Pierre Giffart (1643-1723), dont il aurait exécuté certaines œuvres du maître.
Il a ressuscité et perfectionné la technique du pointillé utilisée par le graveur Boulanger. Cette technique est utile dans le rendu des chairs des nudités. Cette technique fait reconnaître ses œuvres.
Il est mort le 18 septembre 1727, rue Saint-Jacques, à Paris, dans sa maison à l'enseigne de Ménélas.

## Principales œuvres

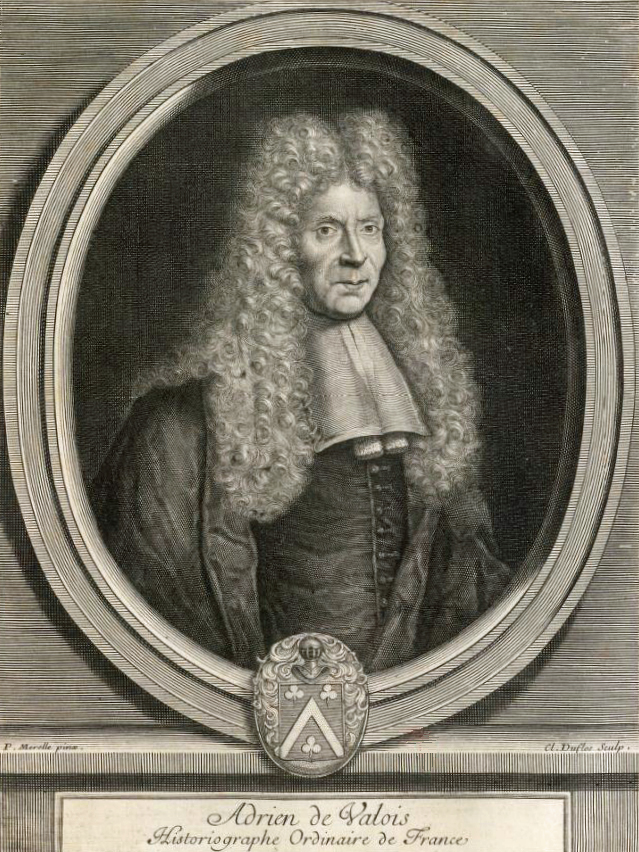
Portrait d'Adrien de Valois paru dans Charles Perrault, '"Des hommes illustres qui ont paru en France pendant ce siècle.

Son œuvre est considérable et variée. Au début du XXe siècle, on avait dénombré dans sa production 115 portraits gravés, 125 estampes à sujets religieux, 122 avec des sujets divers et 79 tabatières.
Parmi les œuvres les plus remarquables :
- La chaste Suzanne au bain, d'après Jean-Baptiste Santerre,
- Le massacre des Innocents, d'après le tableau de Charles Le Brun (1706),
- La descente de Croix, d'après Charles Le Brun,
- Le portrait du Régent Philippe d'Orléans, d'après le tableau de Santerre (1710),
- Le portrait de François de Clermont-Tonnerre, évêque et duc de Langres (1696),
- Le portrait d' Anne Michelin, veuve de Gilles Gonault, conseiller et ancien échevin de Troyes (1698),
- Jupiter et Sémélé, d'après un tableau de Troy,
- Le frontispice du Grand Dictionnaire de Moréri, de l'édition de 1722, d'après le dessin de Desmaret,
- Une collection de tableaux de la famille de Gondi réalisés pour illustrer l'histoire généalogique de cette maison.